# Stack Overflow
Stack Overflow is een website met vragen en antwoorden over een breed scala van programmeeronderwerpen. Het werd opgericht in 2008 en is onderdeel van het Stack Exchange-netwerk van sites waar bijvoorbeeld ook 'Ask Ubuntu' deel van uitmaakt. Sinds juni 2021 is de website eigendom van de internationale investeringsgroep Prosus.
Stack Overflow is een vraag en antwoord-site. Elk lid kan stemmen op de geplaatste vragen en antwoorden, en zo punten, "reputatie" genoemd, verdienen. Het is ook mogelijk om een antwoord naar beneden te stemmen (downvoting) om aan toekomstige lezers aan te geven dat dit antwoord niet relevant is.
Het doel van deze mogelijkheid is kwaliteitsantwoorden in de kijker te zetten en tegelijk hun auteurs te belonen door hen toegang te geven tot privileges wanneer bepaalde reputatiedrempels worden bereikt. Zo kunnen ervaren leden met veel reputatie stemmen, krijgen ze minder advertenties te zien en kunnen ze zelfs afsluiten.